# Schwarzmühle (Weismain)
Die Schwarzmühle (ehemals auch Untere Mühle) ist eine ehemalige Getreidemühle im Kleinziegenfelder Tal und ein amtlich benannter Gemeindeteil der Stadt Weismain.

Das Gebäude der ehemaligen Mühle wird als geschütztes Baudenkmal beim Bayerischen Landesamt für Denkmalpflege unter der Denkmalnummer D-4-78-176-139 geführt.

## Geschichte

### Bau- und Nutzungsgeschichte

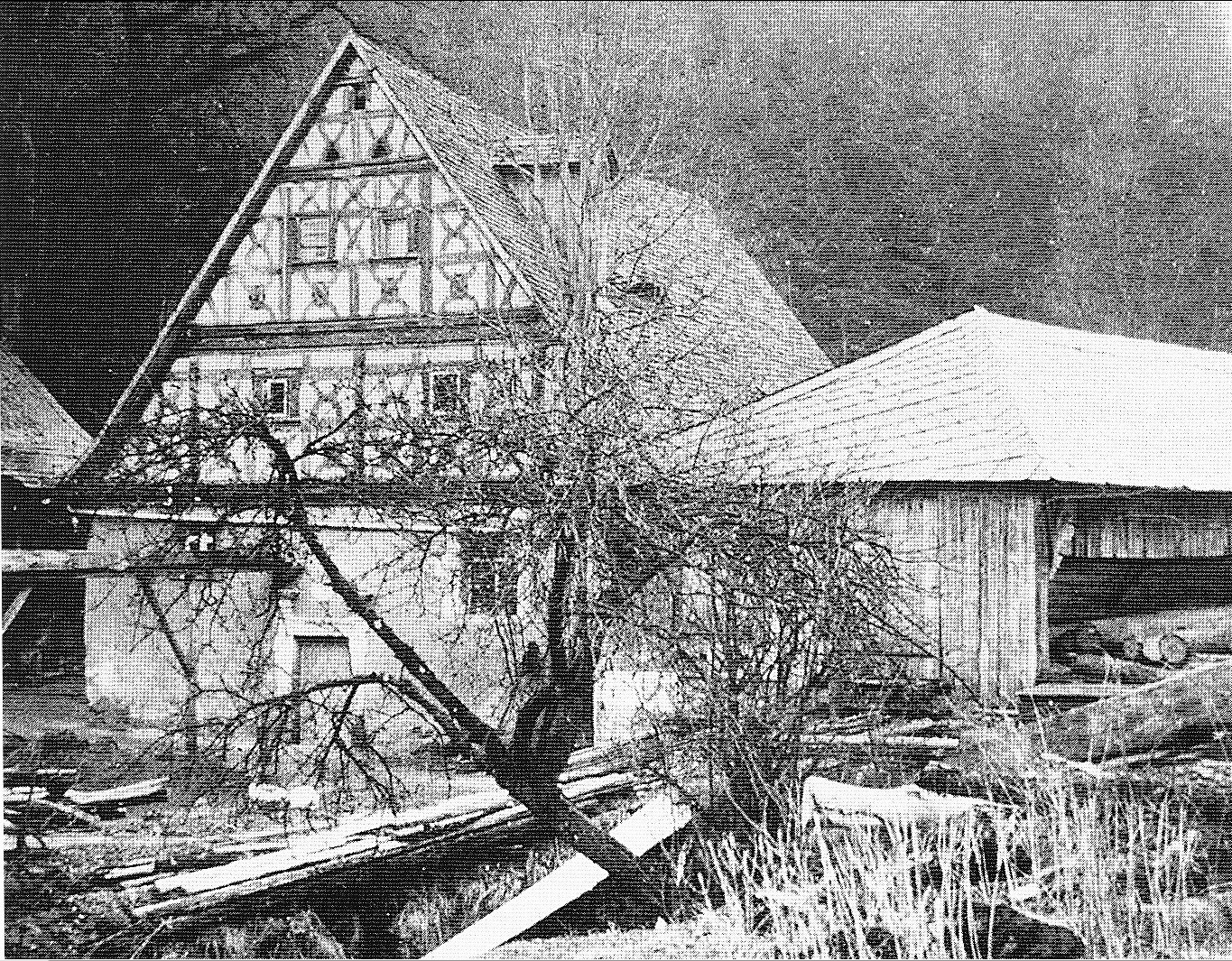
Die Schwarzmühle um 1940. Rechts neben der Mühle ist das in den 1950er Jahren abgebrochene Sägewerk zu sehen

Wann die erste Mühle an dieser Stelle an der Weismain im Talgrund östlich von Großziegenfeld errichtet wurde, ist unklar. Die erste Nennung der Mühle erfolgte 1617 als die „Vnter Mühl“, mit dem Müller Hans Sterzer. Es handelte sich dabei um einen Vorgängerbau des heute noch stehenden Mühlgebäudes. Das Adjektiv „unter“ bezieht sich auf die weiter flussabwärts gelegene Lage der Mühle, im Vergleich zu der ebenfalls zum Patrimonialgericht Kleinziegenfeld gehörigen Stoffelsmühle. Aus dem Jahr 1657 ist als Namen die „Unter Mühl“ und von 1713 „Die Schwarz Mühl“ mit ihrem Müller Andreas Will und dem Vorgänger Hans Hopfenmüller überliefert. Das Farbadejektiv „schwarz“ im Mühlennamen könnte durch einen sehr dunklen Gebäudeteil wie ein Schieferdach oder durch die düstere, schattige Lage in dem dicht bewaldeten, engen Kleinziegenfelder Tal motiviert sein.
Die Schwarzmühle in ihrer heutigen Form wurde 1728 von Johann Weis, genannt „Schwarzmüller“, als Getreidemühle errichtet. Ab spätestens 1770 gehörte das Mühlanwesen als markgräflich-brandenburgisch-bayreuthisches Lehen zum Kleinziegenfelder Rittergut des Karl Franz von Schaumberg. Aus dem Jahr 1771 ist als Müllermeister Johann Weiß, vermutlich ein Sohn des Bauherren überliefert. Im Jahr 1809 erhielt die Mühle die Steuerhausnummer 3 in der Gemeinde Kleinziegenfeld, die sie bis heute trägt. Der damalige Müller Johann Zenk war wie auch seine Vorgänger nur Lehensnehmer und den Freiherren von Schaumberg zehntbar.
Ab 1818 gehörte die Mühle als eigenständiger Ortsteil zur Gemeinde Kleinziegenfeld. Im Jahr 1850 wurde sie als mit „Eingehörungen und realer Mühlgerechtigkeit“, also mit Nebengebäuden und der Erlaubnis zum Betrieb der Mühle, bezeichnet. Das Grundsteuerkataster von 1854 beschreibt die Mühlenanlage als „Wohnhaus mit Mahlmühle, Schneidmühle, Keller über der Straße, Scheuer, Stall, Schweineställe, Backofen, Hofraum und 31 Tagwerk Grund“. Die Mühle verfügte bis 1930 über zwei Mahlgänge mit unterschlächtigen Wasserrädern zum Mahlen von Getreide. Die Schneidmühle in einem Nebengebäude auf der anderen Seite des Mühlkanals wurde bis in die 1950er Jahre betrieben. Im Zuge der der Gemeindegebietsreform wurde die Schwarzmühle als Teil der Altgemeinde Kleinziegenfeld am 1. Januar 1978 nach Weismain eingemeindet, behielt aber den Status eines eigenständigen Stadtteils und ist daher bis heute amtlich benannter Gemeindeteil der Stadt Weismain.

### Einwohnerentwicklung
Die Tabelle gibt die Einwohnerentwicklung der Schwarzmühle anhand einzelner Daten wieder.
| Jahr | Einwohner | Quelle |
| ---- | --------- | ------ |
| 1864 | 6         | [ 8 ]  |
| 1871 | 8         | [ 9 ]  |
| 1875 | 8         | [ 10 ] |
| 1885 | 9         | [ 11 ] |
| 1900 | 8         | [ 12 ] |
| 1925 | 5         | [ 13 ] |
| 1950 | 6         | [ 14 ] |
| 1961 | 5         | [ 15 ] |
| 1970 | 5         | [ 16 ] |
| 1987 | 0         | [ 17 ] |
| 2018 | > 1       |        |

## Architektur
Das ehemalige Mühlengebäude ist ein eingeschossiger Satteldachbau. Am Nordgiebel befindet sich Zierfachwerk aus geschwungenen Andreaskreuzen und Säulenvorlagen. Die prachtvolle Eingangstür an der Nordseite verfügt über einen geohrten Rahmen und hohe Giebelschenkel. Das Medaillon über dem Türsturz trägt die Inschrift „gebaut im Jahr Christi durch hans weiß. 1728“. Ein Mühlrad ist nicht mehr vorhanden, durch den gemauerten Mühlkanal strömt aber noch Wasser.